# Florian Hoffmeister
Florian Hoffmeister (* 1970 in Braunschweig) ist ein deutscher Kameramann und Filmregisseur. Seit 2014 ist er Mitglied der British Society of Cinematographers (BSC).

## Leben
Nach einer Reihe von Praktika und Jobs als Beleuchter, Kameraassistent und im Kameraverleih nahm Hoffmeister 1994 ein Regie- und Kamerastudium an der Deutschen Film- und Fernsehakademie Berlin auf. Auch während des Studiums arbeitete er als Beleuchter u. a. in Detlev Bucks Männerpension (1996) und Dominik Grafs Fernsehfilm Doktor Knock (1997). 1998 wurde er für seinen Kurzfilm Stimmen der Welt für den Bundeskurzfilmpreis nominiert.
Seit 1998 arbeitete er als Second-Unit-Kameramann für Spiel- und Fernsehfilme und drehte außerdem Video- und Werbeclips. Hoffmeisters erster Film als verantwortlicher Kameramann war Hendrik Handloegtens mehrfach ausgezeichneter DFFB-Abschlussfilm Paul Is Dead (2000). Für Handloegtens Komödie Liegen lernen (2003) wurde er beim Internationalen Filmfestival Brooklyn als bester Kameramann ausgezeichnet. Mit seinem DFFB-Studienkollegen Hannes Stöhr verwirklichte Hoffmeister als Kameramann die Filme  Berlin is in Germany (Berlinale Panorama Publikumspreis, 2001) und One Day in Europe (Wettbewerb, Internationale Filmfestspiele Berlin 2005). Für sein Regiedebüt 3° kälter erhielt er 2005 auf dem Locarno International Film Festival den Silbernen Leoparden.
Inzwischen war er an über 40 Kurz-, Kino- und Fernsehfilmen beteiligt.
Ende Juni 2023 wurde Hoffmeister Mitglied der Academy of Motion Picture Arts and Sciences.

## Filmografie (Auswahl)
Als Regisseur
- 2005: 3° kälter
- 2016: Die Habenichtse

Als Kameramann
- 2000: Paul Is Dead
- 2001: Berlin is in Germany
- 2003: Polizeiruf 110: Tiefe Wunden
- 2003: liegen lernen
- 2003: Tatort: Dreimal schwarzer Kater
- 2005: One Day in Europe
- 2006: Der beste Lehrer der Welt
- 2007: Post Mortem – Beweise sind unsterblich (Folge Notwehr)
- 2008: Die Husseins: Im Zentrum der Macht (House of Saddam, Dokumentarserie, 4 Folgen)
- 2009: The Prisoner – Der Gefangene (Miniserie, 6 Folgen)
- 2011: Silk – Roben aus Seide (Silk, Fernsehserie, 2 Folgen)
- 2011: The Deep Blue Sea
- 2013: In Secret – Geheime Leidenschaft (In Secret)
- 2015: Mortdecai – Der Teilzeitgauner (Mortdecai)
- 2018: The Terror (Fernsehserie, 3 Folgen)
- 2018: Johnny English – Man lebt nur dreimal (Johnny English Strikes Again)
- 2019: Official Secrets
- 2021: Antlers
- 2022: Tár
- 2024: True Detective (Fernsehserie, 6 Folgen)

## Auszeichnungen
- Camerimage 2022: Auszeichnung mit dem Goldenen Frosch (Tár)[5]
- Oscarverleihung 2023: Nominierung für Beste Kamera (Tár)